# Cumerio
Die börsennotierte Cumerio mit Sitz in Brüssel war einer der wichtigsten Bearbeiter von Kupfer in Europa und betrieb Schmelzanlagen und Affinerien in Belgien, Bulgarien, Italien und der Schweiz.
Es werden verschiedene Halbprodukte hergestellt, wie Kupferdraht und Bleche, Billets.
Das Unternehmen wurde 2007 von dem deutschen Konkurrenten Aurubis übernommen und dort integriert.
Ende 2006 waren 1450 Personen bei Cumerio beschäftigt und der Umsatz erreichte 3,4 Milliarden Euro.

## Hintergrund
Cumerio wurde 2005 gegründet, als die Muttergesellschaft Umicore (ehemals Union Minière) ihre Kupferaktivitäten abgespalten und an die Börse gebracht hatte.
Der Name Cumerio ist ein Anagramm von Umicore.
Mitte 2007 plante die Norddeutsche Affinerie (die seither in Aurubis umfirmierte), Cumerio durch ein zu EUR 780 Mio. bewertetes öffentliches Übernahmeangebote zu erwerben; gleichzeitig hatte der österreichische Konkurrent A-Tec Industries eine Sperrminorität in Cumerio und einen Anteil an der Norddeutsche Affinerie erworben.
Die Norddeutsche Affinerie hat bis zum 18. Februar 2008 über 91 % der Cumerio übernommen, nachdem A-Tec seine Anteile Anfang 2008 wieder verkauft hatte; A-Tec verfolgte jedoch weiterhin ein Zusammengehen mit der NA.
Jedoch untersagte das deutsche Bundeskartellamt eine Übernahme. Das Bundeskartellamt war der Ansicht, dass durch den Zusammenschluss eine marktbeherrschende Stellung im Bereich der sauerstofffreien Kupferstranggußformate entstünde.
Die Geschehnisse wurden in den Medien als „Kupfer-Krimi“ bezeichnet.
Im Sommer 2008 gab A-Tec daraufhin auch die Anteile an der NA wieder ab.
Am 15. April 2008 wurde durch einen Squeeze-out die Komplettübernahme von Cumerio vollzogen.
Im Februar 2009 hat die Hauptversammlung der Norddeutschen Affinerie die Umbenennung der Gesellschaft in Aurubis beschlossen.